# عبدالکریم متین
عبدالکریم متین (زادهٔ ۱۹۷۹) سیاست‌مدار اهل افغانستان است. وی والی سابق ولایت پکتیکا و غزنی افغانستان بود.